# Brunvoll Glacier
Brunvoll Glacier är en glaciär i Antarktis. Den ligger i Östantarktis. Australien gör anspråk på området. Brunvoll Glacier ligger 205 meter över havet.
Terrängen runt Brunvoll Glacier är platt åt sydost, men åt nordväst är den kuperad. Havet är nära Brunvoll Glacier norrut. Trakten är obefolkad. Det finns inga samhällen i närheten.